# Cabana de Pai Antônio
Cabana de Pai Antônio é uma tenda de Umbanda fundada por Zélio Fernandino de Moraes, em 1946.[carece de fontes?]

## História
Ainda nos primórdios da Umbanda, a "Cabana de Pai Antônio" foi estabelecida em Cachoeiras de Macacu,  no estado do Rio de Janeiro. De acordo com a crença umbandista, a fundação do terreiro se deu por orientação espiritual do Caboclo das Sete Encruzilhadas, fundador da religião. Durante algum tempo, a Tenda Espírita Nossa Senhora da Piedade, primeira casa de Umbanda da história, esteve sedidada no Rio de Janeiro, e a Cabana de Pai Antonio foi sua filial em Cachoeiras de Macacu.
O seu terreno era um sítio dos pais de Zélio. Ele permitiu que diversos médiuns de sua corrente construíssem as suas casas nos seus arredores, constituindo-se assim o bairro de Boca do Mato. Após trabalhar por 55 anos à frente da Tenda Nossa Senhora da Piedade, Zélio deixou a direção daquela para sua filhas, assumindo a direção da Cabana de Pai Antônio, até sua morte.